# Comatapogonia conradtii
Comatapogonia conradtii är en skalbaggsart som beskrevs av Leon Fairmaire 1898. Comatapogonia conradtii ingår i släktet Comatapogonia och familjen Melolonthidae. Inga underarter finns listade i Catalogue of Life.